# 뮤직 인사이드 김경옥입니다
뮤직 인사이드 김경옥입니다는 경인방송에서 매일 아침 9시부터 오전 11시까지 방송했던 라디오 프로그램이다. 2023년 1월 31일 자로 6년만에 폐지되었다.